# رودباد

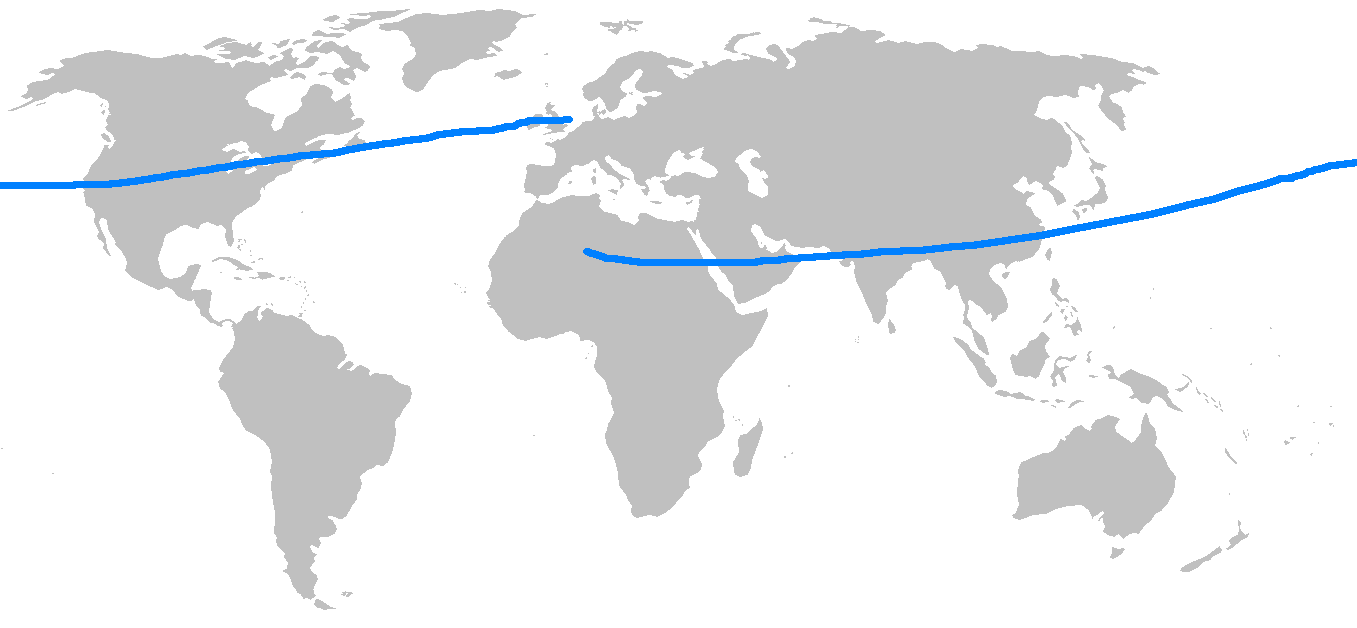
مسیر رودباد بر زمین

رودباد یا جریان جتی (به انگلیسی: Jet stream)، به بادهای نسبتاً قوی متمرکز در یک جریان باریک در جوّ زمین گفته می‌شود.
رودباد یک جریان هوای با سرعت بالا است که به صورت یک تونل باد فرضی در ارتفاعات بالای اتمسفر زمین در لایهٔ تروپوپاز (وَردایست) قرار گرفته، در نقطه انتقال بین تروپوسفر (وَردسپهر، جایی‌که دمای جو با افزایش ارتفاع کاهش می‌یابد) و استراتوسفر (پوشَن‌سپهر، جایی‌که درجه حرارت با افزایش ارتفاع افزایش می‌یابد). آن‌ها حاصل ترکیبی از گرمای جوی (تابش خورشید و گرمای داخل زمین) و چرخش زمین به دور محور خود است.
رودباد را می‌توان یک تونل باد پر سرعت در ارتفاعات بالا دانست. این رخداد معمولاً در ارتفاعات حدود ۱۱ هزار متر بالای سطح زمین دیده می‌شود. در زمان جنگ جهانی دوم ژاپنی‌ها با استفاده از این پدیده به آمریکا حمله نمودند. آن‌ها با محاسبات دقیق بالن‌هایی را که پر از بمب بودند تا ارتفاع ۱۵۰۰۰ متری بالا می‌فرستادند و این کانال باد آن‌ها را تا آمریکا حمل می‌کرد، زیرا تا آن زمان هنوز هیچ هواپیمایی توان پرواز تا آمریکا را نداشت.

## ویژگی‌ها
رودبادها سریع‌ترین بادهای فوقانی جهان هستند که با راستای غربی-شرقی حرکت می‌کنند. رودبادها زمانی که اختلاف درجه حرارت و فشار زیاد است، ایجاد می‌شوند و معمولاً یک رودباد هزاران کیلومتر طول، صدها کیلومتر عرض و چند کیلومتر ضخامت دارد.
بر روی زمین قوی‌ترین رودبادها، رودبادهای قطبی (۱۲ – ۷ کیلومتر یا ۲۳٬۰۰۰ – ۳۹٬۰۰۰ فوت از سطح دریا) هستند و مرتفع‌تر و مقداری ضعیف‌تر، رودبادهای نواحی استوایی یا به اصطلاح حارّه‌ای (۱۰–۱۶ کیلومتر یا ۳۳٬۰۰۰ – ۵۲٬۰۰۰ فوت از سطح دریا) می‌باشند. نیمکره شمالی و جنوبی هر یک رودبادهای قطبی و استوایی مخصوص به خودشان را دارند. 
رودبادهای عمدتاً در نزدیکی مرز بین توده‌های هوا با اختلاف فاحش دما شکل می‌گیرند، همانند مرز بین نواحی قطبی و نواحی گرم‌تر جنوبی. رودبادها به‌طور پیوسته یا دایره‌وار دور محیط زمین قرار نگرفته‌اند. آن‌ها ممکن است ایجاد، متوقف، تقسیم به دو یا چند قسمت، ویا ترکیب به یک رودباد شوند، ویا اینکه در جهات مخالف جتهای دیگر جریان یابند. مسیر رودبادها عموماً دارای یک شکل مارپیچ است و این پیچ و خمها یک نشانهٔ امواج اتمسفریک رزبای هستند. رودبادهای اصلی و بزرگ بادهای غربی هستند (جریان غرب به شرق). در طی تابستان نیمکره شمالی، رودبادهای شرقی می‌توانند در نواحی استوایی و حاره‌ای تشکیل شوند، عموماً در نواحی که هوای خشک با هوای با رطوبت بالا در ارتفاع بالای جو مواجه می‌شود.

## اهمیت
عبارت رودباد اغلب برای رودباد قطبی نیمکره شمالی مورد استفاده قرار می‌گیرد، زیرا مهم‌ترین پدیده هواشناسی و صنعت هوانوردی می‌باشد. رودباد قطبی نیم‌کره شمالی بیشتر نواحی آمریکای شمالی، اروپا و آسیا را به ویژه در فصل زمستان در بر می‌گیرد؛ در حالی‌که رودباد قطبی نیمکره جنوبی در بیشتر سال دایره جنوبگان را احاطه می‌کند.
متخصصین هواشناسی با استفاده از محل رودبادها به عنوان یک ابزار کمکی در جهت پیش‌بینی هوا اقدام می‌کنند. مهم‌ترین استفاده تجاری از رودبادهای در مسافرت‌های هوایی است. چنانچه با پرواز در جهت مخالف یا موافق جریان یک رودباد، به‌طور چشم‌گیری شاهد تأثیر آن بر زمان پرواز خواهیم بود. یک نوع از اغتشاشات هوا در مجاورت رودبادها یافت می‌شود که می‌تواند خطری برای هواپیماها باشد. یک استفاده مفید جهت آیندگان که به عنوان یک طرح می‌باشد این است که می‌توان از رودباد با قرار دادن یک توربین بادی معلق در آن، انرژی بسیاری دریافت نماییم.

## انواع

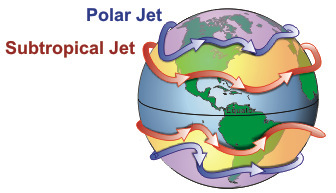
پیکربندی کلی رودبادهای قطبی و جنب‌حارّه‌ای

مقطع عرضی رودبادهای جنب‌حارّه‌ای و قطبی بر اساس عرض جغرافیایی

### رودباد جنب‌حارّه‌ای
رودباد جنب‌حارّه‌ای (Subtropical jet stream) که به اختصار STJ نیز نامیده می‌شود، به دلیل ثبات اندازه حرکت زاویه‌ای زمین در سطوح بالای جوّ منطقه جنب‌حاره در جهت غربی ایجاد می‌شود. رودباد جنب‌حارّه‌ای بادهای غربی به‌سمت قطب سلول هادلی در حدود عرض‌های ۳۰ درجه شمالی و جنوبی محدود می‌شود. این رودباد یکی از قوی‌ترین سامانه‌های باد در سطح زمین است و سرعت آن گاهی به ۱۳۵ متر بر ثانیه می‌رسد؛ ولی این رودباد به اندازه رودباد جبهه قطبی بر هوای سطح زمین تأثیر ندارد.

### رودباد جبهه قطبی
رودباد جبهه قطبی (Polar Front jet stream) که به اختصار PFJ نیز نامیده می‌شود، رودبادی است که به دلیل اختلاف گرمایی میان مناطق مدارگانی و قطبی در بالای جبهه قطبی با جهت غربی ایجاد می‌شود. این رودباد در بین عرض‌های جغرافیایی ۴۰ تا ۶۰ درجه شمالی قرار داشته و در همگرایی و واگرایی لایه فوقانی هوا تأثیر مهمی دارد و در برخی مناطق عامل تشکیل چرخندهای برون‌حاره‌ای است.

### رودباد شرقی
رودباد شرقی (Polar Front jet stream) که به اختصار ETJ نیز نامیده می‌شود، در سطوح بالای بادهای تجارتی منطقه مدارگانی تشکیل می‌شود. رودباد حارّه شرقی طی ماه‌های تابستان در عرض ۱۵ درجه شمالی گسترش می‌یابد و در هنگام مونسون بسیار قوی است.

### رودباد سطح پایین
نوعی از رودباد است که تا ارتفاع ۴۰۰۰ متری پایین می‌آید و در ایران بسیار شایع است. این رویداد برای کوهنوردان بسیار خطرناک است و کوهنوردانی چون جلال رابوکی و داود خادم توسط آن کشته شده‌اند.